# Ancestral Romance
Ancestral Romance es el octavo álbum de estudio de la banda española de power metal sinfónico Dark Moor; en él colabora la cantante soprano Berenice Musa, actual vocalista femenina del grupo Tears Of Martyr. El disco, cuya temática principal es la cultura de España, fue lanzado el 24 de noviembre de 2010.

## Canciones
1. Gadir (basada en la primera capital europea Cádiz)
2. Love From the Stone (basada en Los Amantes de Teruel)
3. Alaric de Marnac (basada en el último libro del escritor Paul Naschy)
4. Mio Cid (basada en El Cid Campeador)
5. Just Rock
6. Tilt at Windmills (basada en El Quijote)
7. Canción del Pirata (versión del prestigioso poema La Canción del Pirata de José de Espronceda)
8. Ritual Fire Dance (versión de la obra Danza Ritual del Fuego, de Manuel de Falla)
9. Ah! Wretched Me (basada en la obra La vida es sueño, de Pedro Calderón de la Barca)
10. A Music in my Soul

## Formación
- Alfred Romero - Voz
- Enrik García - Guitarra
- Mario García - Bajo
- Roberto Cappa - Batería

- Datos: Q2477523